# Schedocentrus brevixiphus
Schedocentrus brevixiphus är en insektsart som beskrevs av Max Beier 1960. Schedocentrus brevixiphus ingår i släktet Schedocentrus och familjen vårtbitare. Inga underarter finns listade i Catalogue of Life.